# 新中美里
新中美里始建于1932年，位于当时的天津英租界的新加坡道（Singapore  Road）（今和平区大理道），目前为一般保护等级历史风貌建筑。

## 建筑
新中美里为三层具有现代建筑特征的砖木结构联排式住宅，由左右两个建筑组合而成，每户均设有独立院落。建筑外立面为硫缸砖清水墙，局部为混水墙面，二楼出挑阳台，装饰有铁艺栏杆。